# Premio Grinzane Cavour
Il premio Grinzane Cavour è stato un premio letterario italiano fondato nel 1982 da don Francesco Meotto e portato al successo da Giuliano Soria. La premiazione si svolgeva nel castello di Grinzane Cavour, località delle Langhe, in Piemonte.
Lo scopo era quello di avvicinare i giovani alla lettura, e il sistema di voto era diviso in due fasi: una giuria di critici letterari selezionava gli autori finalisti (vincitori), tra i quali una giuria di studenti italiani e stranieri sceglieva poi il vincitore assoluto (supervincitore). Venivano inoltre assegnati premi specialistici, tra i quali quello alla carriera e quello per il miglior esordiente.
Il premio Grinzane Cavour ha cessato ufficialmente di esistere il 31 marzo 2009 con la messa in liquidazione dell'omonima associazione a seguito dello scandalo che ha investito per comportamenti illeciti il suo presidente, Giuliano Soria.Le pene sono state poi quasi dimezzate in appello
I suoi beni, posti all'asta fallimentare, sono stati acquisiti dalla Fondazione Bottari Lattes di Monforte d'Alba, la quale, dal 2011, ha dato vita al Premio Internazionale Bottari Lattes Grinzane.

## Premiati

### Narrativa Italiana
- 1982
  - Gennaro Manna* La casa di Napoli
  - Primo Levi Lilit
  - Antonio Terzi La fuga delle api
- 1983
  - Giorgio Vigolo* La Virgilia
  - Raffaele Crovi Fuori del paradiso
  - Cesare Greppi I testimoni
- 1984
  - Luca Desiato* Galileo mio padre
  - Virgilio Scapin La giostra degli arcangeli
  - Antonio Tabucchi Donna di Porto Pim
- 1985
  - Sebastiano Vassalli* La notte della cometa
  - Paolo Barbaro Malalali
  - Giuseppe Bonura Il segreto di Alias
- 1986
  - Giorgio Prodi* Lazzaro
  - Gianni Celati Narratori delle pianure
  - Luigi Santucci Il ballo della sposa
- 1987
  - Franco Ferrucci* Il mondo creato
  - Ermanno Olmi Ragazzo della Bovisa
  - Nico Orengo Dogana d'amore
- 1988
  - Vincenzo Consolo* Retablo
  - Manlio Cancogni Il genio e niente
  - Lalla Romano Nei mari estremi
- 1989
  - Luigi Malerba* Testa d'argento
  - Stefano Jacomuzzi Un vento sottile
  - Raffaele La Capria La neve del Vesuvio
- 1990
  - Roberto Pazzi* Vangelo di Giuda
  - Cecilia Kin Autoritratto in rosso
  - Alberto Vigevani La casa perduta
- 1991
  - Giorgio Calcagno* Il gioco del prigioniero
  - Roberto Mussapi Tusitala
  - Ferruccio Parazzoli 1994 - La nudità e la spada
- 1992
  - Gianni Riotta* Cambio di stagione
  - Paola Capriolo Il doppio regno
  - Vincenzo Cerami L'ipocrita
- 1993
  - Raffaele Nigro* Ombre sull'Ofanto
  - Cordelia Edvardson La principessa delle ombre
  - Salvatore Mannuzzu La figlia perduta
- 1994
  - Rossana Ombres* Un dio coperto di rose
  - Guido Ceronetti D.D. Deliri Disarmati
  - Laura Pariani Di corno o d'oro
- 1995
  - Luca Doninelli* Le decorose memorie
  - Alberto Arbasino Mekong
  - Francesco Biamonti Attesa sul mare
- 1996
  - Mario Rigoni Stern* Le stagioni di Giacomo
  - Paolo Barbaro La casa con le luci
  - Rosetta Loy Cioccolata da Hanselmann
- 1997
  - Marco Lodoli* Il vento
  - Paolo Di Stefano Azzurro, troppo azzurro
  - Gina Lagorio Il bastardo
- 1998
  - Daniele Del Giudice* Mania
  - Silvana La Spina L'amante del Paradiso
  - Alessandro Tamburini L'onore delle armi
- 1999
  - Aurelio Picca* Tuttestelle
  - Sergio Givone Favola delle cose ultime
  - Fabrizia Ramondino L'isola riflessa
- 2000
  - Filippo Tuena* Tutti i sognatori
  - Luca Doninelli La nuova era
  - Laura Pariani La signora dei porci
- 2001
  - Diego Marani* Nuova grammatica finlandese
  - Giuseppe Bonura Le notti del cardinale
  - Manlio Cancogni Il mister
- 2002
  - Margaret Mazzantini* Non ti muovere
  - Arnaldo Colasanti Gatti e scimmie
  - Romana Petri La donna delle Azzorre
- 2003
  - Boris Biancheri* Il ritorno a Stomersee
  - Alberto Asor Rosa L'alba di un mondo nuovo
  - Clara Sereni Passami il sale
- 2004
  - Elena Gianini Belotti* Prima della quiete
  - Marina Jarre Ritorno in Lettonia
  - Andrea Vitali Una finestra vistalago
- 2005
  - Alessandro Perissinotto* Al mio giudice
  - Eraldo Affinati Secoli di gioventu
  - Maria Pace Ottieri Abbandonami
- 2006
  - Tullio Avoledo* Tre sono le cose misteriose
  - Silvia Di Natale L'ombra del cerro
  - Silvana Grasso Disio
- 2007
  - Marcello Fois* Memoria del vuoto
  - Gianni Clerici Zoo
  - Rosa Matteucci Cuore di mamma
- 2008
  - Michele Mari* Verderame
  - Elisabetta Rasy L'estranea
  - Serena Vitale L'imbroglio del turbante

(*Supervincitore)

### Narrativa Straniera
- 1982
  - Michael Crichton* Congo
  - Tadeusz Konwicki Piccola Apocalisse
  - Vladimir Maksimov La ballata di Sawa
- 1983
  - Jurij Rytchėu* Un sogno ai confini del mondo
  - Jorge Amado I guardiani della notte
  - Thomas Bernhard Perturbamento
- 1984
  - Nathalie Sarraute* Infanzia
  - Jordan Radičkov I racconti di Cerkazki
  - Amos Tutuola La mia vita nel bosco degli spiriti
- 1985
  - Truls Ora* Nube di vernice
  - Nadine Gordimer Luglio
  - Kurt Vonnegut Il grande tiratore
- 1986
  - Bernard-Henri Lévy* Il diavolo in testa
  - Wole Soyinka La foresta dei mille demoni
  - Mario Vargas Llosa Storia di Mayta
- 1987
  - Graham Swift* Il paese dell'acqua
  - Jean Lévi Il grande imperatore e i suoi automi
  - José Saramago L'anno della morte di Ricardo Reis
- 1988
  - Wilma Stockenström* Spedizione al baobab
  - Julian Barnes Il pappagallo di Flaubert
  - Eduardo Mendoza La città dei prodigi
- 1989
  - Doris Lessing* Il quinto figlio
  - Leonid Borodin La separazione
  - Marvel Moreno In dicembre tornavano le brezze
- 1990
  - Alfredo Conde* Il grifone
  - Thorsten Becker L'ostaggio
  - Tat'jana Nikitična Tolstaja Sotto il portico dorato
- 1991
  - Michel Tournier* Mezzanotte d'amore
  - Ian McEwan Lettera a Berlino
  - Edna O'Brien La ragazza dagli occhi verdi
- 1992
  - Izrail' Moiseevič Metter* Il quinto angolo
  - Adolfo Bioy Casares L'orologiaio di Faust
  - Ismail Kadaré La città di pietra
- 1993
  - Jean d'Ormesson* Il romanzo dell'ebreo errante
  - Homero Aridjis 1492 Vita e tempi di Juan Cabezón di Castiglia
  - Anita Desai Notte e nebbia a Bombay
- 1994
  - Cees Nooteboom* La storia seguente
  - Ben Okri La via della fame
  - Abraham B. Yehoshua Cinque stagioni
- 1995
  - Robert Schneider* Le voci del mondo
  - René Depestre L'albero della cuccagna
  - Aidan Mathews Rossetto sull'ostia
- 1996
  - Paulo Coelho* L'alchimista
  - Lars Gustafsson Storia con cane
  - Michael Ondaatje Buddy Bolden's Blues
- 1997
  - David Grossman* Ci sono bambini a zigzag
  - Álvaro Mutis Abdul Bashur, sognatore di navi
  - Bernhard Schlink A voce alta
- 1998
  - Yu Hua* Vivere!
  - Ismail Kadaré La piramide
  - Candia McWilliam Terra di confine
- 1999
  - Andrew Miller* Il talento del dolore
  - Jean Rouaud Il mondo pressappoco
  - David J. Taylor L'accordo inglese
- 2000
  - Michael Cunningham* Le ore
  - Tahar Ben Jelloun L'albergo dei poveri
  - Ursula Hegi Come pietre nel fiume
- 2001
  - Chaim Potok* In principio
  - Amin Maalouf Il periplo di Baldassarre
  - Antonio Skármeta Le nozze del poeta
- 2002
  - Orhan Pamuk* Il mio nome è rosso
  - Alfredo Bryce Echenique La tonsillite di Tarzan
  - Christoph Hein Willenbrock
- 2003
  - Javier Cercas* Soldati di Salamina
  - Miljenko Jergović Mama Leone
  - Ahmadou Kourouma Allah non e mica obbligato
- 2004
  - Natasha Radojčić-Kane* Ritorno a casa
  - Péter Esterházy Harmonia Caelestis
  - Édouard Glissant Il quarto secolo
- 2005
  - Rosa Montero* La pazza di casa
  - Thomas Hettche Il caso Arbogast
  - Duong Thu Huong Oltre ogni illusione
- 2006
  - Laura Restrepo* Delirio
  - Gamal Ghitani Schegge di fuoco
  - Miguel Sousa Tavares Equatore
- 2007
  - Pascal Mercier* Treno di notte per Lisbona
  - ʿAlāʾ al-Aswānī Palazzo Yacoubian
  - Philippe Forest Per tutta la notte
- 2008
  - Bernardo Atxaga* Il libro di mio fratello
  - Ingo Schulze Vite nuove
  - Ljudmila Ulickaja Sinceramente vostro, Šurik

(*Supervincitore)

### Premio di Traduzione
- 1986 Giorgio Melchiori, anglista
- 1987 Oreste Macrì, ispanista
- 1988 Magda Olivetti, germanista
- 1989 Carlo Bo, francesista
- 1990 Eridano Bazzarelli, lingua russa
- 1991 Giovanni Bogliolo, francesista
- 1992 Pietro Marchesani, lingua polacca
- 1993 Carlo Carena, lingua latina
- 1994 Giovanni Raboni, francesista
- 1995 Renata Colorni, lingua tedesca
- 1996 Glauco Felici, ispanista
- 1997 Agostino Lombardo, anglista
- 1998 Luca Canali, lingua latina
- 1999 Maria Luisa Spaziani, francesista
- 2000 Gian Piero Bona, francesista
- 2001 Umberto Gandini, lingua tedesca
- 2002 Ettore Capriolo, anglista
- 2003 Fernanda Pivano, anglista
- 2004 Hado Lyria, ispanista
- 2005 Serena Vitale, lingua russa
- 2006 Isabella Camera d'Afflitto, lingua araba
- 2007 Renata Pisu, letteratura e cultura cinese
- 2008 Giorgio Amitrano, lingua giapponese
- 2009 Alessandro Serpieri, anglista

### Premio Giovane Autore Esordiente
- 1990 Andrea Canobbio Vasi cinesi
- 1991 Luca Damiani Guardati a vita, Enzo Muzii Punto di non ritorno
- 1992 Marco Alloni La luna nella Senna
- 1993 Allen Kurzweil La scatola dell'inventore
- 1994 Silvana Grasso Nebbie di ddraunara
- 1995 Giuseppe Culicchia Tutti giù per terra
- 1996 Alessandro Barbero Bella vita e guerre altrui di Mr. Pyle, gentiluomo
- 1997 Gianni Farinetti Un delitto fatto in casa
- 1998 Lorenzo Pavolini Senza Rivoluzione
- 1999 Rosa Matteucci Lourdes
- 2000 Younis Tawfik La straniera
- 2001 Richard Mason Anime alla deriva
- 2002 Davide Longo Un mattino a Irgalem
- 2003 Elena Loewenthal Lo strappo nell'anima
- 2004 Sayed Kashua Arabi danzanti
- 2005 Rupa Bajwa Il negozio di sari, Siddharth Dhanvant Shanghvi L'ultima canzone
- 2006 Steven Hayward La mitzvah segreta di Lucio Burke, Ornela Vorpsi Il paese dove non si muore mai
- 2007 Yasmine Ghata La notte dei calligrafi, Hélène Grimaud Variazioni selvagge
- 2008 Léonora Miano Notte dentro

### Premio internazionale
- 1991 Julien Green
- 1992 Günter Grass
- 1993 Czesław Miłosz
- 1994 Carlos Fuentes
- 1995 Bohumil Hrabal
- 1996 Kenzaburō Ōe
- 1997 Yves Bonnefoy
- 1998 Jean Starobinski
- 1999 Vidiadhar S. Naipaul
- 2000 Manuel Vázquez Montalbán
- 2001 Doris Lessing, Toni Morrison
- 2002 Daniel Pennac
- 2003 John Maxwell Coetzee
- 2004 Mario Vargas Llosa
- 2005 Anita Desai
- 2006 Derek Walcott
- 2007 Amitav Ghosh
- 2008 Don DeLillo

### Saggistica d'autore
- 1996 Pietro Citati La colomba pugnalata
- 1997 Daria Galateria Le fughe del Re Sole
- 1998 Giuliano Baioni Il giovane Goethe
- 2000 Cesare Segre Per curiosita - una specie di autobiografia
- 2002 Paolo Cesaretti Teodora, Gian Carlo Roscioni Il desiderio delle Indie
- 2007 Alberto Manguel Diario di un lettore

### Premio Grinzane Editoria
- 2001 Hans Magnus Enzensberger
- 2002 André Schiffrin
- 2003 Antoine Gallimard
- 2004 Odile Jacob
- 2005 Jorge Herralde
- 2006 Ulla Unseld-Berkéwicz
- 2007 Ellen W. Faran

### Premio per la Lettura, Fondazione CRT
- 2006 Assia Djebar
- 2007 Nadine Gordimer
- 2008 Adunis

### Premi Speciali
- 1985 Giorgio Dell'Arti Vita di Cavour
- 1986 Nuto Revelli L'anello forte
- 1987 Paolo Paulucci Alla corte di Re Umberto, Giorgio Calcagno
- 1988 Georges Virlogeux
- 1989 Marcello Staglieno Un santo borghese
- 1990 Virginia Galante Garrone Nel transito del vento
- 1995 Wole Soyinka
- 2000 Lanfranco Radi
- 2001 Toni Morrison
- 2006 Rigoberta Menchú
- 2008 Aharon Appelfeld Badenheim 1939

### Premio Dialogo tra i Continenti
- 2006 Hanif Kureishi, Richard Ford

Vi era anche la sezione dedicata al "giallo", il Premio Grinzane Noir, che è esistito dal 2006 al 2008 e si è svolto a Orta San Giulio, sul Lago d'Orta, in Provincia di Novara.